# Heliostat
Heliostat je optička sprava koja s jednim, najčešće ravnim zrcalom prati gibanje Sunca i Sunčevu svjetlost odbija (reflektira) na odabrano mjesto. Danas se najčešće koristi u uređajima za proizvodnju električne energije. U astronomiji služi za promatranje Sunca s pomoću nepomičnoga teleskopa.

## Sustav praćenja položaja Sunca
Nepokretni Sunčev sustav svakog dana gubi dragocjenu energiju. Zavisno od uvjeta tijekom dana, ovi gubici mogu dostignuti iznos koji je isti kao dobivena energija. Stoga se sve češće u inženjerskoj praksi koristi sustav praćenja položaja Sunca (eng. Solar Tracker). Sustav za praćenje položaja Sunca je uređaj koji usmjerava fotonaponske panele, reflektore, leće ili druge optičke uređaje direktno prema Sunčevu zračenju. U ravnim fotonaponskim panelima (PV), tragači se koriste kako bi smanjili kut upadanja između nadolazeće zrake svjetlosti i samog fotonaponskog panela. Time se povećava količina energije proizvedena iz fiksne instalirane snage pogonskih uređaja. Kod koncentrirajućih fotonaponskih (CPV) i koncentrirajućih solarno-toplinskih (CSP) aplikacija, tragači se koriste da bi omogućili optičke komponente u CPV i CSP sustavima. Optika u koncentriranim solarnim aplikacijama izravno prihvaća Sunčevu svjetlost pa stoga mora biti usmjerena na odgovarajući način za prikupljanje energije. Sustavi za praćenje se nalaze u svim koncentrirajućim aplikacijama, jer takvi sustavi ne proizvode energiju, osim ako nisu usmjereni prema Suncu.

## Heliograf
Heliograf je uređaj za registraciju Sunčeva zračenja. Tako se nazivaju uređaji za automatsku registraciju osunčanja (insolacije), uređaji za snimanje površine Sunca, a u fototelegrafiji su se tako nazivali uređaji za odašiljanje signala Morseovom telegrafijom s pomoću reflektiranoga Sunčeva zračenja. Važan je dio svakog heliografa heliostat.

### Celostat
Celostat je optička naprava s ravnim zrcalima kojima se zraka svjetlosti nebeskog izvora odbija prema instrumentu za analizu svjetlosti, a preslikano vidno polje miruje. Jedno zrcalo prati dnevno gibanje izvora na nebu tako što se okreće oko osi usporedne Zemljinoj osi vrtnje. Koristi li se za promatranje Sunca, riječ je o heliostatu, a za promatranje zvijezde, o siderostatu.

### Siderostat
Siderostat (lat. sidus, genitiv sideris: zviježđe) je ravno zrcalo u altazimutnoj montaži pokretano satnim mehanizmom, odbija svjetlost izvora u stalni smjer. Koristi se pri promatranju neba nepomičnim velikim teleskopima, čime se izbjegava njihova trešnja i time izazvano izobličenje (distorzija) slike.